# Народный артист Киргизской ССР
«Народный артист Киргизской ССР» (кирг. Кыргыз ССР эл артисти) — почётное звание, установлено 10 января 1939 года. Присваивалось Президиумом Верховного Совета Киргизской ССР выдающимся деятелям искусства, особо отличившимся в деле развития театра, музыки и кино.
Присваивалось, как правило, не ранее чем через пять лет после присвоения почётного звания «заслуженный артист Киргизской ССР» или «заслуженный деятель искусств Киргизской ССР». Следующей степенью признания было присвоение звания «Народный артист СССР».
Впервые награждение состоялось в 1939 году; первым обладателем этого звания стал актёр Аширалы Боталиев.
Артисты Ошского узбекского музыкально-драматического театра имени Бабура Абдулла тарок Файзуллаев и Розияхон Муминова в 1940 году одними из первых в республике получили звание народных артистов Киргизской ССР.
Последними награждёнными в 1986 году стал Рыскулов, Искендер Муратбекович — театральный режиссёр, в 1988 году стали Толибжон Бадинов и Ойтожихон Шобдонова — артисты Ошского узбекского музыкально-драматического театра имени Бабура.
С распадом Советского Союза в Киргизии звание «Народный артист Киргизской ССР» было заменено званием «Народный артист Кыргызской Республики», при этом за званием сохранились права и обязанности, предусмотренные законодательством бывших СССР и Киргизской ССР о наградах.